# Santa Rosa del Monday
Santa Rosa del Monday é um distrito do Paraguai localizado no departamento de Alto Paraná .
Localiza-se na região leste paraguaia, sendo vizinhas a Vilas de Curupaity (Formosa), Tavapi, Santa Rita e Los Cedrales. Fica a 68Km de Ciudad del Este. com a população de cerca de 8.000 habitantes, sendo praticamente 80% composta por Brasileiros e seus descendentes. Sua economia gira em torno da agricultura, Canola, Trigo, Soja, Sorgo, Chía e Milho. A moeda corrente é o Guaraní.

## Transporte
O município de Santa Rosa del Monday é servido pela seguinte rodovia:
- Caminho em rípio ligando a cidade de Tavapy ao município de Domingo Martínez de Irala [1][2][3]